# Алят (аэропорт)
Аэропорт Алят (азерб. Ələt hava limanı) — грузовой аэропорт, строящийся в посёлке Алят Гарадагского района Баку, Азербайджан.
Аэропорт будет обслуживаться компанией «Silk Way Alat Free Economic Zone» (Silk Way Group) и станет первым частным аэропортом в Азербайджане.
Аэропорт снизит нагрузку по грузоперевозкам, которая ложится на город Баку, а также поспособствуют формированию в Аляте логистического хаба, который в будущем может привести к превращению этого посёлка в самостоятельный город. 

## Описание
Аэропорт будет иметь взлётно-посадочную полосу длиной 4000 м, 18 стоянок, центр управления воздушным движением, службу по заправке воздушных судов и противопожарную службу.

## История
Строительство аэропорта к югу от посёлка Алят было предложено в 2013 году в рамках проекта «План регионального развития Большого Баку».
В 2016 году гендиректор ЗАО «Бакинский международный морской торговый порт» Талех Зиядов заявлял, что строительство аэропорта вблизи нового морского порта в Аляте не очень актуальна, и об этом стоит подумать в будущем, если объём грузов возрастёт и логистический центр в Международном аэропорте Гейдар Алиев не будет с ним справляться. В 2017 году Зиядов сказал, что согласно планам, находящийся в 10 км от Алята бывший военный аэродром в будущем станет коммерческим аэропортом.
Строительство аэропорта началось в 2024 году. Ввод аэропорта в эксплуатацию планируется в 2026 году.